# Vicente Pastor Fernández (artista)
Vicente Pastor Fernández nació en Luarca (Asturias) en 1956. 
Comienza su trayectoria artística en 1980 implicándose en exposiciones colectivas e individuales en los distintos espacios artísticos asturianos.
Gana el Primer Premio del XIII Certamen de Pintura de Luarca y participa en la III Bienal Nacional de Arte Ciudad de Oviedo.
En los años 80 colabora en la creación del Grupo Abra.
Su repercusión internacional destaca al exponer en la Westbroadway Gallery de New York